# Kõruse
Kõruse es una aldea de la isla-municipio de Saaremaa, condado de Saare, Estonia, con una población censada a final del año 2011 de 12 habitantes. 
La isla de Saaremaa —la mayor de las que forman el archipiélago Moonsund— está situada en el mar Báltico, al sur de la isla de Hiiumaa y frente a la costa oeste de la isla de Muhu y de la Estonia continental.